# Confédération de Kwararafa

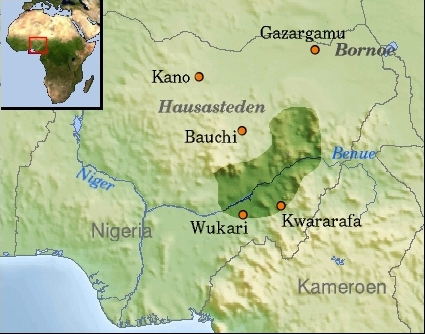
Territoire approximatif de la Confédération de Kwararafa.

Le Kwararafa était une confédération, un état multiethnique dont le territoire s'étendait le long de la vallée de la rivière Bénoué au centre du Nigeria moderne. C'était au sud-ouest de l'empire Kanem-Bornu, et après Bornu, et au sud des États haoussa. Il a connu son apogée avant 1500, il a été en conflit avec ses voisins les plus puissants au XVIIe siècle et en conséquence il a été réduit à la catégorie de petit État tributaire au XVIIIe siècle. État confédéré formé par la conquête dans lequel les Jukun commandaient, bien qu'il puisse aussi s'agir simplement du nom collectif donné par leurs ennemis musulmans avec lequel ils englobaient les peuples païens au sud des territoires islamisés.

## Histoire
Sous le règne de Maí Dunama II (1210-1248), le Kanem entreprit une expédition infructueuse contre Kwararafa ; les habitants de la région sont décrits comme des païens mangeurs d'hommes aux oreilles percées. Le dirigeant du Kanem partit avec une armée pour les combattre, mais après que ses espions lui eurent dit qu'ils avaient vu les Kwararafa manger des chiens et des gens, ses troupes s'enfuirent terrorisées. des terres haoussa par la confédération, en particulier Kano, vers 1600, à nouveau au milieu du siècle, et une troisième fois en 1671. Dans les années 1670, Kwararafa attaqua Catsina, limogea Zaria et envahit le royaume de Bornu. Des sources bornu enregistrent l'assaut des forces de Kwararafa sur la capitale, Ngasargamu, et la grande défaite qui leur a été infligée par le mai Ali ibn Omar. Le chroniqueur de Catsina, Dan Marina, note qu'il a infligé de lourdes pertes aux envahisseurs, fait de nombreux captifs et en a envoyé trois à leur chef avec les oreilles arrachées et suspendues à leur cou.
Malgré la brutalité des conflits entre états voisins, il semble que les guerres aient alterné avec d'autres périodes de coexistence pacifique. Au XVIIIe siècle, les habitants de Kwararafa se sont installés dans les états voisins. Des communautés haoussa existaient également sur le territoire de Kwararafa.
La confédération a maintenu sa religion indigène au XVIIIe siècle, alors qu'elle était déjà tombée en décadence. Au début de ce siècle, Kwararafa était un affluent du Bornu. Au siècle suivant, la confédération avait été réduite à une série de petites villes, qui ont résisté aux attaques du califat de Sokoto pendant un certain temps.